# Wikariat Lizbona II
Wikariat Lizbona II − jeden z 17 wikariatów Patriarchatu Lizbony, składający się z 11 parafii:
- Parafia św. Bartłomieja w Lizbonie
- Parafia św. Feliksa w Lizbonie
- Parafia św. Augustyna w Lizbonie
- Parafia Najświętszej Maryi Panny w Lizbonie
- Parafia Niepokalanego Poczęcia Najświętszej Maryi Panny w Lizbonie
- Parafia Matki Bożej Patronki Nawigatorów w Lizbonie
- Parafia św. Beaty w Lizbonie
- Parafia św. Eugeniusza w Lizbonie
- Parafia św. Maksymiliana Marii Kolbego w Lizbonie
- Parafia św. Antoniego w Moscavide
- Parafia Chrystusa Króla w Portela